# Desfalco
El desfalco o malversación es el acto en el que uno o más individuos se apropian indebidamente de valores o fondos que les han sido confiados en razón de un cargo. Es un tipo de fraude financiero. Puede referirse tanto a caudales privados (entre un empleado y su patrón o entre socios de la misma empresa) como públicos (llamado detrimento patrimonial).
El desfalco es una ofensa estatutaria, por lo que la definición de este crimen varía de estatuto a estatuto. Sus elementos típicos son: 1) la conversión 2) fraudulenta 3) de la propiedad 4) de otro 5) por una persona que tiene posesión lícita de ella. En otras palabras, es un crimen contra el patrimonio, esto es, contra el derecho del propietario de controlar la disposición y uso de la propiedad. El elemento de la conversión requiere una interferencia sustancial en los verdaderos derechos de propiedad del dueño (a diferencia del hurto).
Escasas evaluaciones se han realizado en los países en desarrollo, recibiendo especial atención dos tipos de intervención anticorrupción: la divulgación pública de información sobre corrupción y las campañas de movilización electoral contra el fraude electoral. Ambas han tenido más éxito en controlar la corrupción cuando hay votos en juego. Por su parte, se debe tomar en cuenta la dinámica del poder local y las percepciones de la población, las cuales influyen en cuan activamente los ciudadanos participen en tales iniciativas. Asimismo, es clave el apoyo gubernamental a las intervenciones, ya que de esto puede depender el éxito de los programas.

## Diferencia entre desfalco y peculado
El desfalco se refiere a las acciones criminales que comete un ciudadano al robarle a su empleador; el peculado, en cambio, es la malversación de fondos públicos por personas con cargos de confianza en la organización encargada de administrar tales fondos.

## Historia del origen

### PeculatusyFurtumcomo primeras barreras del derecho penal a la malversación
En el derecho romano aún no disponía de un delito que penalizara de forma general la apropiación indebida de bienes ajenos. Sin embargo, sí existía protección penal en el ámbito de los asuntos de Estado. La malversación de fondos públicos podía castigarse como peculatus o como furtum. Por lo demás, la protección contra la malversación estaba garantizada por el derecho civil.

### Desarrollo posterior de la infidelidad como delito independiente
Incluso después de la caída del Imperio Romano de Occidente, no se desarrolló inicialmente un delito general de malversación en los países de habla alemana. Sólo en casos individuales podía castigarse la apropiación indebida de bienes como violación de la posesión; los actos infieles en relación con la propiedad podían ser, por tanto, manifestaciones de robo o malversación. Sin embargo, esto no se mencionaba específicamente en la ley. La infidelidad fue establecida por primera vez como delito independiente por la Constitutio Criminalis Carolina (CCC) de 1532. El artículo 170 CCC contenía una disposición penal especial que penalizaba el manejo infiel de bienes ajenos. Aunque el artículo 115 CCC estaba adaptado a la asistencia ineficaz del abogado, también se aplicaba a otras personas que perjudicaban a una persona con la que tenían una relación especial de deber, como los curadores. La Reichspolizeiordnung de 1577 contenía en el § 3 Título 32 una disposición penal que, siguiendo la actio tutelae directa romana, prohibía el uso infiel de una precedencia. Sin embargo, estos enfoques normativos permanecieron aislados. En su mayor parte, el abuso de confianza seguía sin considerarse un delito independiente. Por lo tanto, la mayoría de los sistemas jurídicos de derecho consuetudinario asignaban los actos de abuso de confianza a los delitos derivados del furtum romano, en particular los delitos de robo.
Esto cambió cuando la naturaleza del robo se redujo cada vez más en la doctrina y la práctica, de una amplia violación de la posesión a una apropiación ilegal. Como resultado, los delitos de hurto anteriores se dividieron en numerosos delitos individuales. Esto dio lugar a la aparición de algunos delitos que castigaban las conductas desleales o de malversación de fondos. Este fue el caso, por ejemplo, de la Ley General de Tierras prusiana de 1794, que en los §§ 1331-1376 preveía numerosos actos contrarios a la buena fe con la amenaza de castigo. Estas disposiciones se centraban en la violación de un deber especial de lealtad. La ley de tierras entendía la malversación como una forma calificada de fraude.
El Código Penal del Reino de Baviera de 1813 contenía los artículos 295 a 298 y 398 a 403, dos secciones contra la malversación, diferenciadas según su gravedad, que estaban redactadas en términos generales. Además de los daños relacionados con la propiedad, también incluía la bigamia, el adulterio y la traición a las fiestas. Por otra parte, el delito de malversación tipificado en el artículo 331 del Código Penal del Reino de Baviera de 1861 es un delito puro de daño a la propiedad, la bigamia, el adulterio y la traición a la patria están ahora regulados en otros artículos.
El Código Penal prusiano de 1851 reguló en el artículo 246 la responsabilidad penal de ciertos grupos de personas que tenían una relación de deber especial con otras. Deben mencionarse los guardianes, secuestradores y corredores. Podían ser enjuiciadas por abuso de confianza si se aprovechaban de la posición de confianza que tenían frente a su mandante en detrimento de este último. El Código Penal de la Confederación Alemana del Norte, que entró en vigor el 1 de enero de 1871, adoptó esta norma prusiana como § 266 y la complementó con otras relaciones de confianza, como el liquidador.

## Versus hurto
El desfalco o malversación no es siempre una forma de robo o un acto de hurto, ya que esas definiciones tratan específicamente de tomar algo que no pertenece a los autores. En cambio, el desfalco o la malversación es, de forma más genérica, un acto de ocultación engañosa de activos por parte de una o más personas a las que se les han confiado dichos activos. Las personas a las que se les confían dichos activos pueden tener o no una participación en la propiedad de los mismos.
La malversación difiere del hurto en tres aspectos. En primer lugar, en la malversación, debe producirse una conversión real; en segundo lugar, la toma original no debe ser traspasoria, y en tercer lugar, en las penas. Decir que la toma de posesión no fue intrusiva es decir que las personas que realizaron el desfalco tenían derecho a poseer, usar o acceder a los activos en cuestión, y que dichas personas posteriormente ocultaron y convirtieron los activos para un uso no previsto o no sancionado. La conversión requiere que la ocultación interfiera en los bienes, en lugar de limitarse a reubicarlos. Al igual que en el hurto, la medida no es la ganancia para el malversador, sino la pérdida para los interesados en los activos. Un ejemplo de conversión es cuando una persona anota los cheques en un registro de cheques o en un registro de transacciones como utilizados para un propósito específico y luego utiliza explícitamente los fondos de la cuenta corriente para otro propósito completamente diferente.
Cuando la malversación ocurre como una forma de robo, distinguir entre malversación y hurto puede ser complicado. Hacer la distinción es particularmente difícil cuando se trata de apropiación indebida de bienes por parte de los empleados. Para probar la malversación, el Estado debe demostrar que el empleado estaba en posesión de los bienes "en virtud de su empleo"; es decir, que el empleado tenía autoridad formalmente delegada para ejercer un control sustancial sobre los bienes. Normalmente, para determinar si el empleado tenía suficiente control, los tribunales se fijan en factores como el cargo, la descripción del puesto y las prácticas operativas concretas de la empresa u organización. Por ejemplo, el director de un departamento de calzado de unos grandes almacenes probablemente tendría suficiente control sobre el inventario de zapatos de la tienda (como jefe del departamento de calzado); si convirtiera los bienes para su propio uso, sería culpable de malversación. Por otro lado, si el mismo empleado robara cosméticos del departamento de cosmética de la tienda, el delito no sería malversación sino hurto. Para un caso que ejemplifica la dificultad de distinguir el hurto y la malversación, véase State v. Weaver, 359 N.C. 246; 607 S.E.2d 599 (2005).

## Métodos
El desfalco de fondos a veces implica la falsificación de registros para ocultar la actividad. Los malversadores suelen segregar cantidades relativamente pequeñas de forma repetida, sistemática o metódica, durante un largo periodo de tiempo, aunque algunos malversadores segregan una gran suma de una sola vez.  Algunos esquemas de desfalco muy exitosos han continuado durante muchos años antes de ser detectados debido a la habilidad del malversador para ocultar la naturaleza de las transacciones o a su habilidad para ganarse la confianza de los inversores o clientes, que entonces son reacios a "probar" la fiabilidad del malversador forzando una retirada de fondos.
El desfalco no debe confundirse con el desvío de fondos, que consiste en declarar unos ingresos inferiores a los reales y embolsarse la diferencia. Por ejemplo, en 2005, se descubrió que varios gerentes del proveedor de servicios Aramark no declaraban los beneficios de una serie de máquinas expendedoras en el este de Estados Unidos.  Aunque la cantidad robada de cada máquina era relativamente pequeña, la cantidad total sustraída de muchas máquinas durante un periodo de tiempo era muy grande. Una técnica inteligente empleada por muchos malversadores de poca monta puede cubrirse falsificando los registros. (Por ejemplo, quitando una pequeña cantidad de dinero y falsificando el registro, el registro sería técnicamente correcto, mientras que el gerente quitaría el beneficio y dejaría el flotante, este método haría efectivamente que el registro fuera corto para el siguiente usuario y echaría la culpa sobre ellos).
Otro método consiste en crear una cuenta de proveedor falsa y suministrar facturas falsas a la empresa que está siendo malversada, de modo que los cheques que se corten parezcan completamente legítimos. Otro método consiste en crear empleados fantasma, a los que se paga con cheques de nómina.
Estos dos últimos métodos deberían ser descubiertos por las auditorías rutinarias, pero a menudo no lo son si la auditoría no es lo suficientemente profunda, porque el papeleo parece estar en orden. Una empresa que cotiza en bolsa debe cambiar de auditor y de empresa auditora cada cinco años. El primer método es más fácil de detectar si todas las transacciones son con cheque u otro instrumento, pero si muchas transacciones son en efectivo, es mucho más difícil de identificar. Los empresarios han desarrollado una serie de estrategias para hacer frente a este problema. De hecho, las cajas registradoras se inventaron precisamente por este motivo.
Algunas de las formas más complejas (y potencialmente más lucrativas) de malversación implican esquemas financieros semejantes al esquema Ponzi en los que los altos rendimientos de los primeros inversores se pagan con fondos recibidos de inversores posteriores a los que se engaña haciéndoles creer que ellos mismos están recibiendo una entrada en un esquema de inversión de alto rendimiento. El escándalo de las inversiones de Bernard Madoff es un ejemplo de este tipo de esquema de malversación de alto nivel, en el que se alega que se desviaron 65.000 millones de dólares de inversores crédulos e instituciones financieras.

## Estados Unidos
En los Estados Unidos, la malversación es un delito estatutario que, dependiendo de las circunstancias, puede ser un delito bajo la ley estatal, la ley federal, o ambas, con la definición del delito de malversación que varía según los estatutos de la jurisdicción en la que se presentan los cargos. Los elementos típicos del delito de malversación son la conversión fraudulenta de la propiedad de otra persona por la persona que tiene la posesión legal de la propiedad. 
i- Fraude: El requisito de que la conversión sea fraudulenta requiere que el malversador voluntariamente, y sin alegar derecho o error, haya convertido la propiedad confiada a su propio uso.
ii- Conversión criminal: La malversación es un delito contra la propiedad, es decir, anula el derecho del propietario a controlar la disposición y el uso de los bienes confiados al malversador. El elemento de conversión criminal requiere una interferencia sustancial con los derechos de propiedad del propietario (a diferencia del hurto, en el que el más mínimo movimiento de la propiedad, cuando va acompañado de la intención de privar permanentemente al propietario de la posesión de la propiedad es causa suficiente).
iii- Propiedad: Los estatutos de malversación no limitan el alcance del delito a la conversión de bienes personales. Los estatutos generalmente incluyen la conversión de bienes muebles tangibles, bienes muebles intangibles, y derechos de propiedad. Los bienes inmuebles no suelen estar incluidos.
iv- De otro: Una persona no puede malversar su propia propiedad.
v- Posesión legítima: El elemento crítico es que el malversador debe haber estado en posesión legítima de la propiedad en el momento de la conversión fraudulenta, y no simplemente tener la custodia de la propiedad. Si el ladrón tenía la posesión legal de la propiedad, el delito es malversación; si el ladrón simplemente tenía la custodia, el delito de derecho común es hurto.
En 2005-2009 Estados Unidos tuvo entre 18.000 y 22.000 detenciones por malversación al año, y 13.500 detenciones en 2019. Un artículo de una revista de 2009 informaba de estimaciones de que tres cuartas partes de los profesionales médicos sufrirían malversación de fondos al menos una vez en su carrera.
En 2018, el desfalco medio robó 360.000 dólares. Las pérdidas estimadas en 2005-2009 (incluyendo las muchas sin arresto) fueron de 400.000 millones de dólares anuales. En 2018 las empresas presentaron cargos en el 45% de los casos.
En el 85% de los incidentes el autor del desfalco era un directivo o un cargo superior. En el 79% de los incidentes había más de un malversador. El 70% de los casos pasaron desapercibidos durante más de un año, y el 31% duraron más de tres años. El malversador medio llevaba ocho años trabajando en la empresa. El 39% de los profesionales financieros que sufrieron desfalcos habían sufrido un incidente anterior de este tipo. Después del desfalco, sólo el 26% de las empresas añadieron requisitos de seguridad y auditoría, el 27% aumentaron el gasto en auditorías y el 29% revisaron con frecuencia sus controles antifraude. Sin embargo, el 97% de las empresas que habían sufrido un desfalco "confiaban en que los controles antifraude implantados... evitarían futuros desfalcos".